# Ladina Jenny
Ladina Jenny (Glaris, 10 de junio de 1993) es una deportista suiza que compite en snowboard, especialista en las pruebas de eslalon paralelo.
Ganó dos medallas en el Campeonato Mundial de Snowboard, en los años 2019 y 2023.

## Medallero internacional
| Campeonato Mundial | Campeonato Mundial         | Campeonato Mundial | Campeonato Mundial       |
| Año                | Lugar                      | Medalla            | Prueba                   |
| ------------------ | -------------------------- | ------------------ | ------------------------ |
| 2019               | Park City (Estados Unidos) | Medalla de bronce  | Eslalon gigante paralelo |
| 2023               | Bakuriani (Georgia)        | Medalla de plata   | Eslalon paralelo         |